# Traité d'Indian Springs (1821)
Pour les articles homonymes, voir Traité d'Indian Springs.
Le traité d'Indian Springs de 1821 est un traité signé le 8 janvier 1821 à Indian Springs en Géorgie entre les Creeks et le gouvernement des États-Unis. Selon ses termes, les Creeks devaient céder le reste de leurs terres situées à l'est de la rivière Flint  en échange de 200 000 $ étalés sur 14 ans.
Ce traité décida le Conseil national creek à ne plus vendre davantage de leurs terres ancestrales. En 1825 cependant, une minorité de Creeks menés par William McIntosh signa le deuxième traité d'Indian Springs cédant aux États-Unis le reste de leurs terres situées en Géorgie. En raison de sa nature controversée, le traité fut annulé et McIntosh fut condamné à mort et exécuté par les Creeks.